# Kivijärvi (sjö i Finland, Norra Österbotten, Koillismaa)
Kivijärvi är en sjö i Finland. Den ligger i kommunen Kuusamo i den ekonomiska regionen  Koillismaa ekonomiska region och landskapet Norra Österbotten, i den nordöstra delen av landet, 700 km norr om huvudstaden Helsingfors. Kivijärvi ligger 262,7 meter över havet. Den är 3,86 meter djup. Arean är 2,44 kvadratkilometer och strandlinjen är 11,01 kilometer lång. Sjön  ingår i Koundaälvens huvudavrinningsområde.   Den sträcker sig 1,5 kilometer i nord-sydlig riktning, och 2,5 kilometer i öst-västlig riktning.
I övrigt finns följande i Kivijärvi:
- Haapasaari (en ö)

I övrigt finns följande vid Kivijärvi:
- Munalampi (en sjö)